# Винтовка Генри
Винтовка Генри (англ. Henry Rifle) — рычажная магазинная винтовка, разработанная американским оружейником Бенджамином Тайлером Генри в 1860 году. Применялась в Гражданской войне в США, став первой успешной серийной винтовкой с подствольным трубчатым магазином .

## История создания

### Изменение системы
После провала Volcanic Repeating Arms (1857) инвестор Оливер Винчестер реорганизовал компанию, поручив Генри разработку новой системы из-за проблем с прошлыми моделями:
- Прошлые разработки были совместимы только с ненадёжными патронами
- У старых моделей была ограниченная ёмкость магазина (5–6 патронов)
- Слабая конструкция затвора [3].

### Патенты

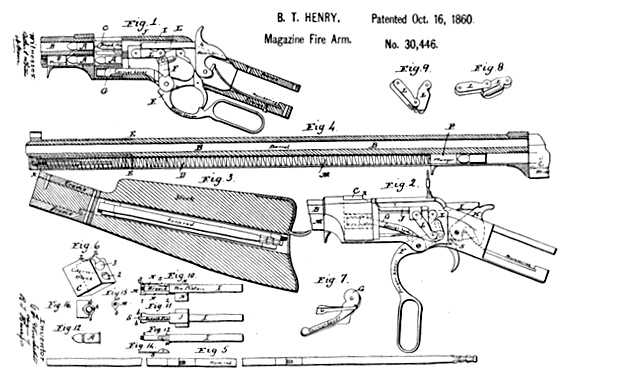
Патентный чертеж винтовки Генри

16 октября 1860 года Генри получил патент US 30,446, защищающий:
1. Новый патрон .44 Henry с кольцевым воспламенением
2. Трубчатый магазин на 15 патронов
3. Усовершенствованный рычажный механизм .

## Особенности

### Боеприпасы

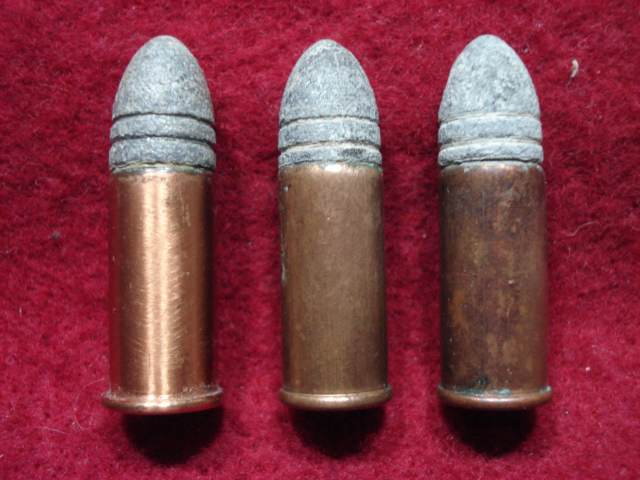
Патрон .44 Henry

Патрон .44 Henry имеет тупоконечную пулю диаметром 11,3 мм, массой 12,96 грамма с баллистическим коэффициентом 0,153, что дает эффективную дальность стрельбы около 100 метров. Использует гильзу длиной 22,2 мм, снаряжаемую чёрным порохом (весом от 26 до 28 гран)
Слабый патрон давал значительно более низкую начальную скорость и энергию пули, чем у других многозарядных винтовок той эпохи. Рычажный механизм при движении вниз выбрасывал стреляную гильзу из патронника и взводил курок;В оригинальной конструкции винтовки Генри отсутствовал механический предохранитель. Курок в невзведённом состоянии опирался непосредственно на капсюль патрона, что создавало риск случайного выстрела при ударе по курку. Некоторые владельцы модифицировали оружие, добавляя самодельные предохранительные механизмы.

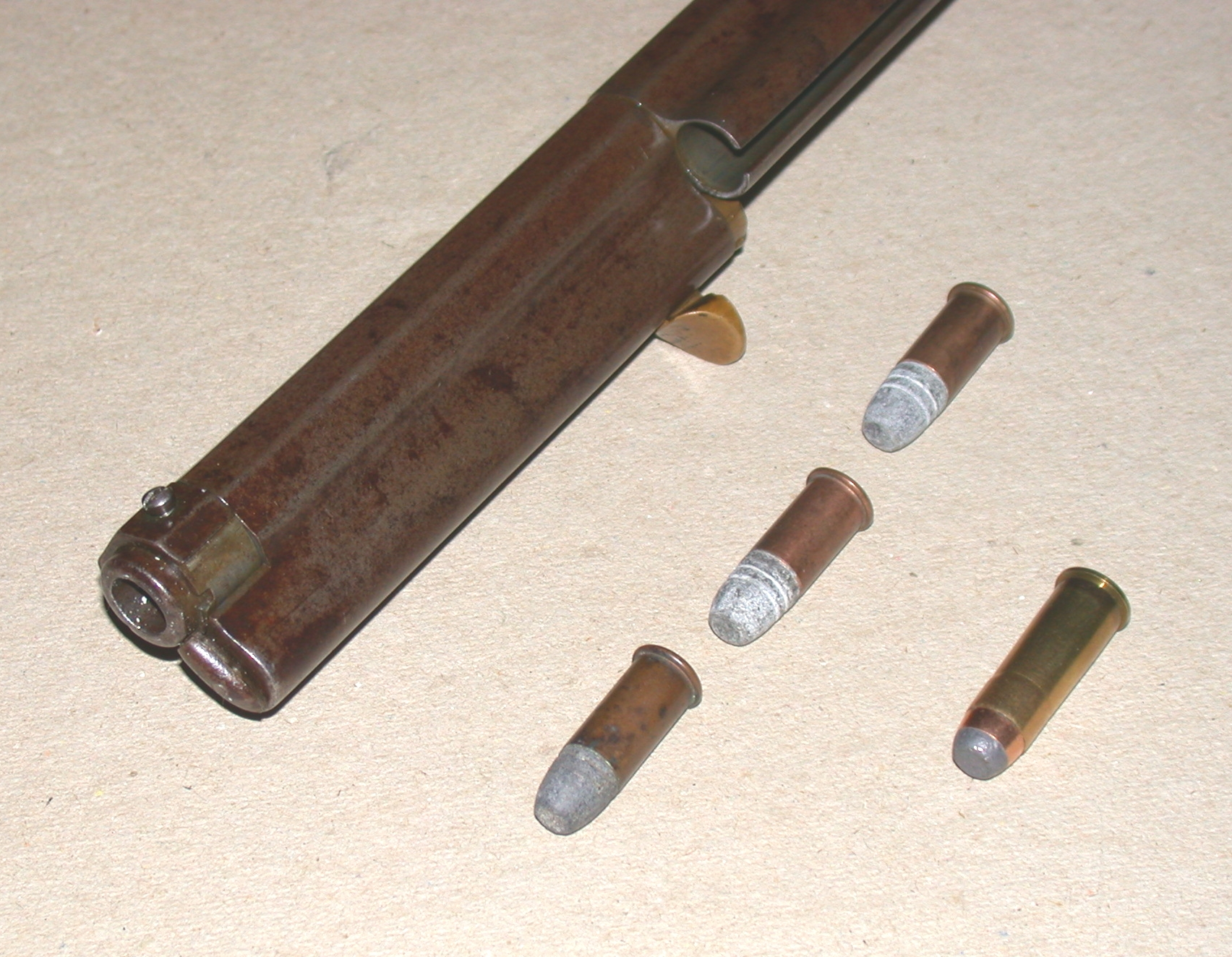
Магазин в заряженном состоянии, три патрона Henry с плоской головкой, для сравнения - патрон 44-40 WCF

Для заряжания винтовки Генри стрелок должен был оттянуть пружинный подаватель вдоль паза под стволом и повернуть переднюю крышку магазинной трубки вправо, открывая загрузочное окно. В открытое окно вставлялись патроны .44 Henry с плоской головкой пули (максимальная ёмкость - 15 патронов). После заряжания крышка возвращалась на место, а подаватель плавно отпускался. Особенностью конструкции было отсутствие традиционного предохранителя, а также необходимость осторожного обращения с подавателем из-за мощной пружины, так как резкое его отпускание могло привести к детонации патронов.

### Механизм
- Затворная группа: Латунный блок с вертикально скользящим затвором[источник?]
- Предохранитель: Предохранитель в винтовке Генри полностью отсутствовал.
- Скорострельность: 28 выстр./мин против 3–4 у дульнозарядных аналогов [8].

## Боевое применение

### Гражданская война в США (1861–1865)
Армия Союза:
- 1731 шт. закуплено официально (20-й Огайский полк и др.)
- 8000 винтовок Генри было приобретено солдатами лично во время гражданской войны в США, один экземпляр винтовки стоил 40$(в 2025 году эквивалентвоно 1400-1600$)

Конфедерация:
- Трофейные экземпляры называли "винтовкой дьявола"  - Проблемы с боеприпасами (.44 Henry не производился на Юге) [9].

### Международное использование
- Мексика (1862–1867): Поставки для республиканцев Бенито Хуареса
- Япония (1868–1869): Использовалась сёгунатом против императорских войск
- Польша (1863): Единичные экземпляры в Январском восстании [10].

## Техническое наследие
- Winchester 1866: Прямой потомок винтовки Генри с боковой загрузкой (патент Нельсона Кинга)
- Winchester 1873: Переход на патрон .44-40 Centerfire
- Современные реплики: Выпускаются Henry Repeating Arms и Uberti [11].